# Pirosulfat
Disulfat ili pirosulfat je anjon sa molekulskom formulom . Disulfat je IUPAC ime.
On je struktura slična dihromatu. On se može prikazati u obliku dva  tetraedra sa zajedničkim uglom. U ovom jedinjenju sumpor ima oksidaciono stanje od +6. Disulfat je konjugovana baza vodonik disulfatnog (vodonik pirosulfatnog) jona , koji je konjungovana baza disumporne kiseline (pirosumporne kiseline).